# Centro de Plantas Medicinales de la Prefectura de Toyama

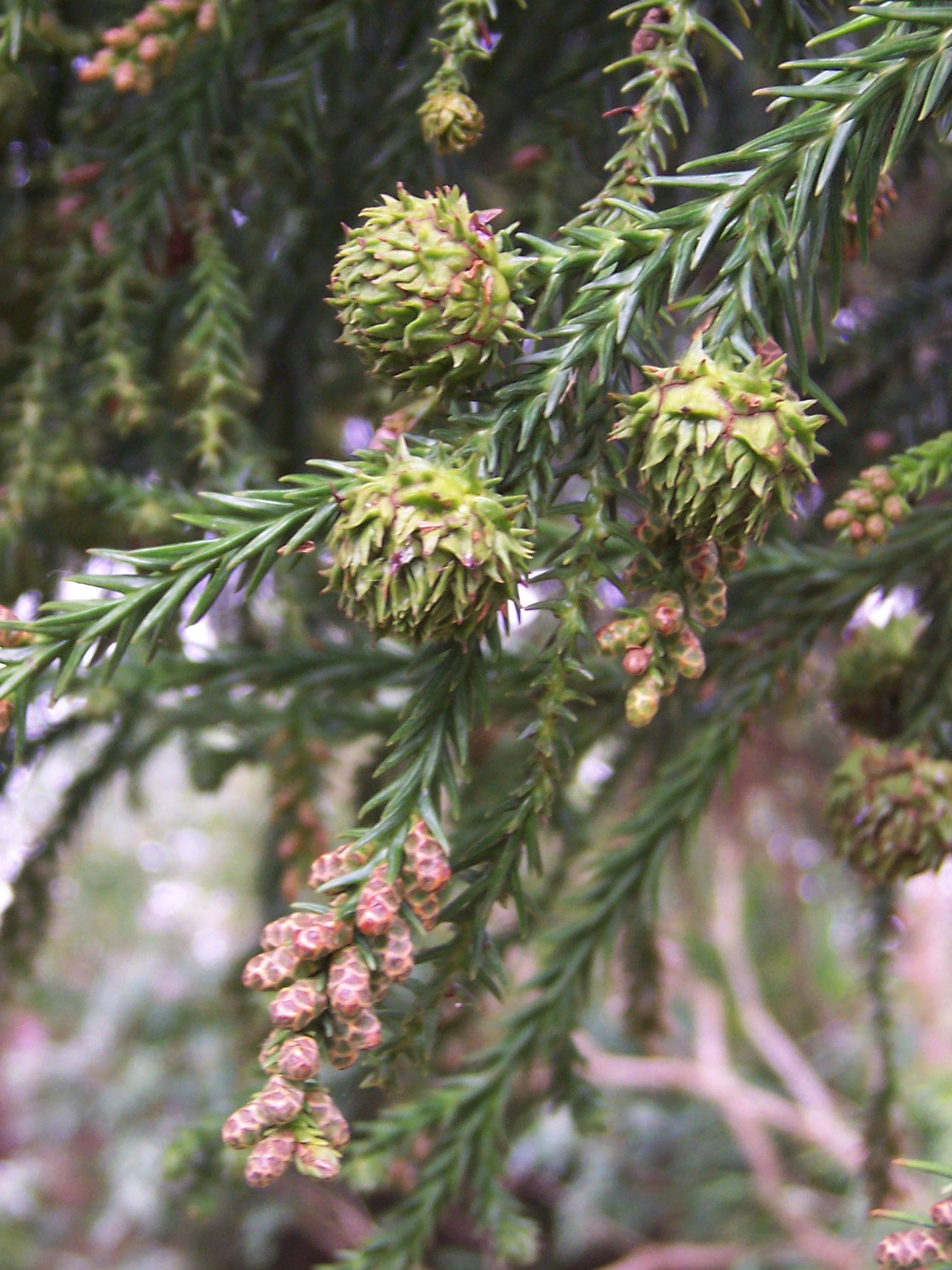
Conos de Cryptomeria japonica, una de las plantas cultivadas en Centro de Plantas Medicinales de la Prefectura de Toyama.

El Centro de Plantas Medicinales de la Prefectura de Toyama en japonés: 富山県薬用植物指導センター, es un jardín botánico y centro de capacitación hotícola  administrado por la Prefectura de Toyama, que se encuentra en la ciudad de Nakaniikawa, Japón. Fue creado en 1967.

## Localización y horario
Hirono 2800, Kamiichi-machi, Nakaniikawa-gun, Toyama-ken 930-0412  Japón. 
- Altitud: 15 m s. n. m.
- Temperatura media anual: 14,2 °C
- Precipitaciones medias anuales: 2 583 mm

## Colecciones
En este jardín botánico se cultivan más de 1000 especies de plantas medicinales que se agrupan en diferentes zonas, así :
- Jardín de plantas aromáticas, con más de 200 especies de plantas aromáticas, en particular, de la zona mediterránea de Europa.
- Estanque, alrededor del cual se cultivan algunas plantas acuáticas de charca, de estanque o de lago. (Lysichiton camtschatcensis, Oenanthe javanica)
- Plantas de litoral, con cultivo de plantas que se desarrollan en los suelos arenosos. (Glehnia littoralis, Artemisia capillaris)
- Plantas trepadoras, dispuesta en una pérgola alrededor de la cual se desarrollan toda clase de plantas medicinales trepadoras. (Pueraria lobata, Actinidia polygama)
- Plantas medicinales de pleno sol, plantas que tienen sus hábitat al borde de los caminos, en los campos despejados. (Angelica acutiloba, Bupleurum scorzonerifolium)
- Árboles frondosos y plantas medicinales de sombra, se pueden admirar árboles como Styphnolobium japonicum, Magnolia kobus, Phellodendron amurense y plantas medicinales cultivadas a sus pies, (Coptis japonica)
- Jardín de peonias arbustivas, se cultivan 40 variedades; floraciones admirables a principios del mes de mayo. (Paeonia suffruticosa)
- Jardín de peonias herbáceas, 130 variedades de Japón, de China, de Europa y de cultivares de América. Floraciones espectaculares a finales de mayo. (Paeonia lactiflora)
- Árboles de hoja perenne, Ligustrum lucidum, Laurus nobilis, Eriobotrya japonica…
- árboles de resinas, árboles que crecen espontáneamente o que se cultivan en la prefectura de Toyama. (Cryptomeria japonica, Thujopsis dolabrata. . )

## Actividades
La principal actividad que se desarrolla en este centro es el cultivo de plantas medicinales con,
- Investigación y establecimiento de métodos de cultivo, con los ensayos para el cultivo más adecuado en la prefectura de Toyama.
- Proceso de inspección y calidad de estudio, así como la calidad de las hierbas medicinales y la calidad de los ensayos.
- Suministro de semillas y plantas, para proveer a los agricultores calidad de plantas de semillero.
- Tecnología líder en el cultivo de las plantas, junto con la capacitación técnica y ajuste del proceso cultivo.
- Correcto conocimiento de las hierbas medicinales
- Sala de exposiciones, donde se muestran los conocimientos básicos sobre las hierbas medicinales, como recogerlas, y cómo cultivarlas, con enseñanza a un grupo de usuarios, y también muestra fotográfica de unos 170 especímenes vegetales de drogas.
- Aula de hierbas, con un taller de forma periódica sobre plantas medicinales.
- Consulta sobre la base de una variedad de hierbas.